# Malpaís

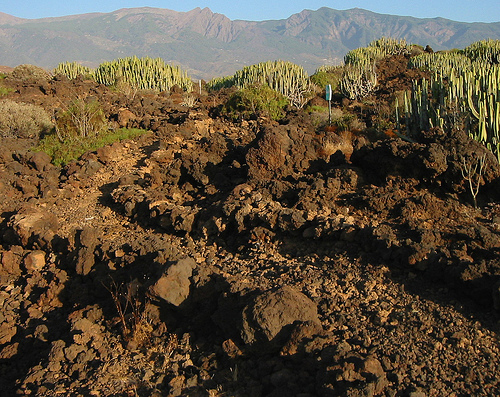
Malpaís de Güímar a Tenerife, Canàries

Un malpaís en geomorfologia és un terreny caracteritzat per roques no erosionades d'origen volcànic dins un medi ambient àrid. El nom és d'origen castellà o català aplicat, en principi, a certs paisatges del sud dels actuals Estats Units i es fa servir internacionalment.
La paraula 'malpaís' és la traducció de l'anglès "badland", i fa referència a una zona on no és possible l'agricultura. La diferència és que badland es troba en roques sedimentàries i malpaís, generalment, en les roques volcàniques.

## Exemples
A Nou Mèxic es troba El Malpais National Monument. El Malpaís de Güímar es troba a les Canàries té una antiguitat de només uns 10.000 anys i ocupa unes 290 hectàrees.